# Joshiko Saibou
Joshiko Saibou (Colônia, 7 de março de 1990), é um basquetebolista profissional alemão que atualmente joga pelo Telekom Baskets Bonn na BBL. O atleta tem 1,88m de altura, pesa 82kg atuando na posição armador.